# تاکومی موری
تاکومی موری (انگلیسی: Takumi Mori؛ زادهٔ ۵ اکتبر ۱۹۶۳) کشتی‌گیر اهل ژاپن بود.